# Lost Creek Lake
Lost Creek Lake est un lac américain situé dans le comté de Jackson dans l’État de l'Oregon. Il a été créé à la suite de la construction du barrage William L. Jess en 1977.

## Source de la traduction
- (en) Cet article est partiellement ou en totalité issu de l’article de Wikipédia en anglais intitulé « Lost Creek Lake » (voir la liste des auteurs).